# Kirill Sergejewitsch Sokolow
Kirill Sergejewitsch Sokolow (russisch Кирилл Сергеевич Соколов; * 1989 in Leningrad, Sowjetunion) ist ein russischer Filmregisseur und Drehbuchautor.

## Leben
Kirill Sokolow wurde 1989 in Sankt Petersburg, dem damaligen Leningrad, geboren. Im Jahr 2006 schloss er das Lyzeum am Sankt Petersburger Gymnasium ab, danach sicherten ihm hervorragende Leistungen bei einer regionalen Physik-Olympiade das Studium an der Polytechnischen Universität seiner Heimatstadt. Nach seinem Master-Abschluss in Nanostutrukturwissenschaften im Jahr 2012, nahm er an mehreren Workshops für Drehbuch und Regie teil und drehte seine ersten eigenen Filme, meist von hochgradig schwarzem Humor. Bei seinem halbstündigen Kurzfilm The Flame, bei dem Sokolov Regie führte und das Drehbuch schrieb, arbeitete er mit extrem in die Länge gezogenen Action-Szenen. Er gilt als Erfinder des „Apartment Western Gore“. Dieses neue Filmgenre setzte er mit seinem Langfilmdebüt Why don’t you just die! fort, ein Splatter-Kammerspiel, das mit viel schwarzem Humor die gesellschaftlichen Probleme in Russland anprangert.

## Filmografie
- 2012: Byvaet i khuzhe (Kurzfilm)
- 2012: Sizif schastliv (Kurzfilm)
- 2014: The Outcome (Исход, Kurzfilm)
- 2015: The Flame (Огонь, Kurzfilm)
- 2018: Why don’t you just die! (Папа, сдохни / Papa, sdochni)

## Auszeichnungen (Auswahl)
Fantasy Filmfest
- 2019: Nominierung für den Fresh Blood Award (Why don’t you just die!)[5]

Montreal Fantasia International Film Festival
- 2019: Auszeichnung als Bester Spielfilm (Why don’t you just die!)[6]

Neuchâtel International Fantastic Film Festival
- 2019: Nominierung als Bester europäischer Fantasyfilm für den Méliès d’argent (Why don’t you just die!)

Sitges Film Festival
- 2019: Nominierung als Bester Film in der Sektion Midnight X-Treme (Why don’t you just die!)